# BS.Player
BSPlayer (BorisSoftware Player) je večpredstavnostni predvajalnik za operacijski sistem Microsoft Windows, ki ga je naredilo slovensko podjetje AB Team. Omogoča predvajanje vseh uveljavljenih formatov medijskih datotek, kot so AVI, MPEG, MKV, Matroska, ASF, QuickTime, MP4, WAV, MP3... Program je preveden v več kot 60 jezikov.
BSPlayer, kot tudi večina ostalih medijskih predvajalnikov, zahteva za predvajanje nameščene ustrezne kodeke in spliterje. Obstajata dve različici BSPlayerja: FREE in PRO.
Trenutna različica podpira operacijske sisteme MS Windows: Windows 10, Windows 8, Windows 7, Windows Vista, Windows XP in Windows 2000, medtem ko starejše različice podpirajo tudi Windows 98 in Windows ME.

## Zadnja različica
Zadnja različica je 2.67 (april 2014). Vsebuje izboljšano podporo za BSPlayer ControlBar. Ta sedaj deluje s spletnim iskalnikom Google. Možno je samodejno nalaganje podnapisov iz interneta. Ne vključuje več priloženega oglasnega (adware) programa, vendar je možno ob namestitvi namestiti še BSPlayer ControlBar (orodno vrstico), ki omogoča dodatne funkcije pri uporabi programa BSPlayer.